# 大愛同盟
大愛同盟（英文：BigLove Alliance），為香港一個爭取同性戀權利的組織，於2013年4月1日宣佈成立，於2014年9月註冊為慈善團體，致力推動LGBT運動，創始成員包括黃耀明、何韻詩、何秀蘭、陳志全、趙式芝、梁兆輝、郭啟華、蔡德才等（排名不分先後），總幹事一職由梁兆輝出任。

## 歷史
2013年4月1日下午，大愛同盟在尖沙咀香港文化中心露天廣場宣佈成立，並且舉行音樂會，有約千名人士參與，表示將推動及支持性傾向歧視條例立法。知名同性戀名人包括趙式芝與伴侶楊如芯、香港歌手何韻詩、黃耀明，香港立法會議員陳志全、張超雄、余若薇以及牧師馮智活均有出席；平等機會委員會主席周一嶽亦有出席，並且即場高歌《奇異恩典》一曲，贏得台下千名觀眾歡呼聲。